# مايك مولر (لاعب هوكي)
مايك مولر (بالإنجليزية: Mike Muller)‏ هو لاعب هوكي الجليد أمريكي، ولد في 18 سبتمبر 1971 في إدينا في الولايات المتحدة.

## وصلات خارجية
- مايك مولر على موقع دوري الهوكي الوطني (الإنجليزية)
- مايك مولر على موقع EliteProspects.com (الإنجليزية)
- مايك مولر على موقع Eurohockey.com (الإنجليزية)
- مايك مولر على موقع HockeyDB.com (الإنجليزية)